# زرنوق
الزرنوق (الجمع: زرانيق) هو طريق أو ممر متعرج ضيق عُرِف في العمارة الخليجية. أغلبها تكون ذات نهايات مسدودة. تفصل الزرانيق البيوت المتقاربة والمنازل التراثية القديمة، وقد صممت بعرض يتراوح بين 1.5 إلى 4م لمرور المواشي من الحمير والبغال المحملين بالتمور والبضائع وغيرها، حيث كانت وسيلة النقل المستعملة آنذاك. كما تشكل الزرانيق قنوات هوائية يمر فيها النسيم ويُلطّف الجو، يغلب على الزرانيق أن تكون تحت ظل الأشجار أو أحد البيوت.

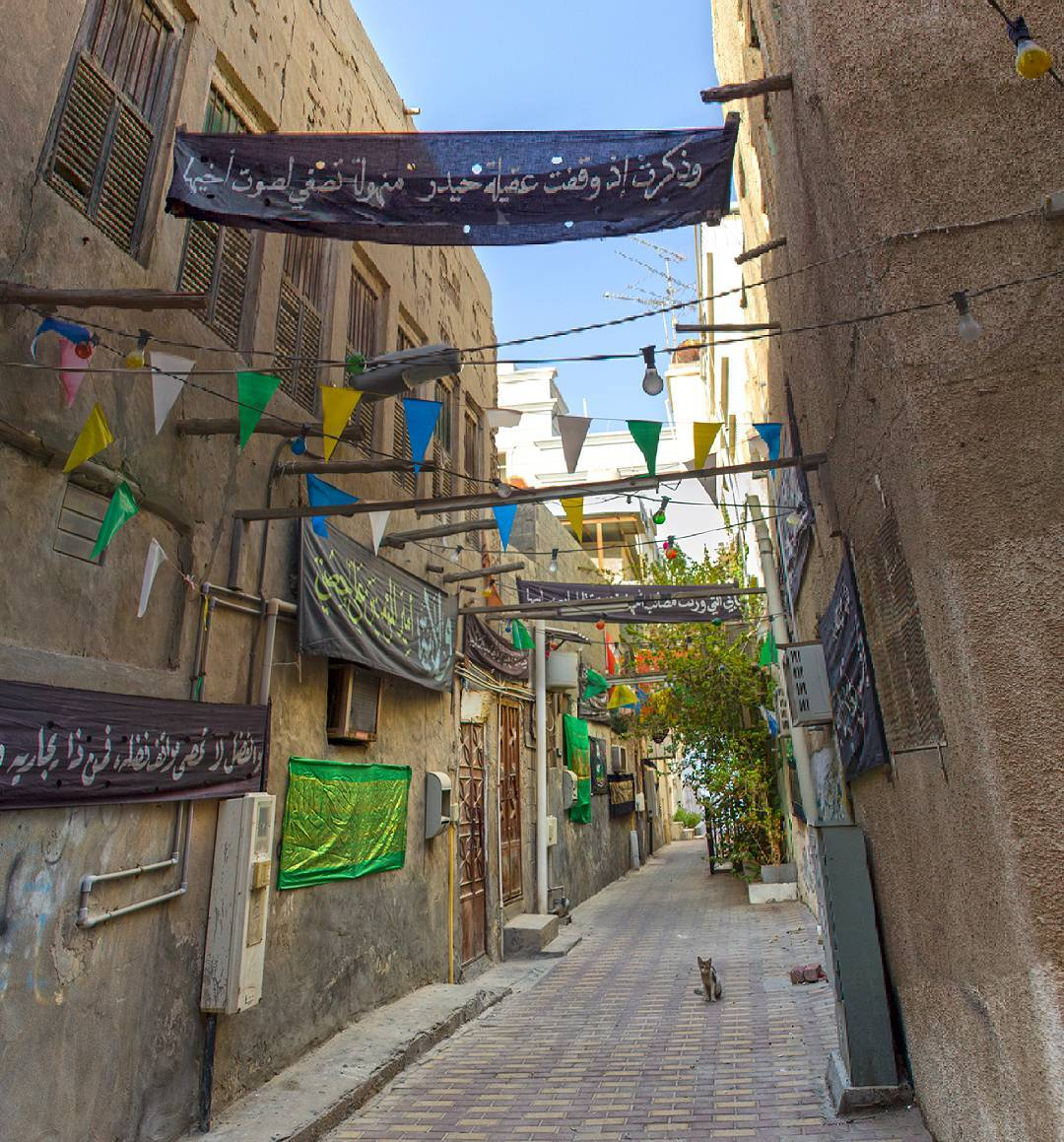
زرنوق في أحد الأحياء القديمة في محافظة القطيف.

## التسمية
في اللغة، الزرنوق هو نهر الماء الصغير. والزرنوقان هما حائطان أو عودان على جانبي بئر. فتوضع عليهما خشبة تعلق بها بكرة - يُسقى بواسطتها. والأرجح أن الكلمة مقتبسة من الآرامية. لأن كلمة زارنوكو zarnouqo بالآرامية تعني الدلو.

## العادات والتقاليد
كانت تُعلَّق الفوانيس بين الزرانيق في محافظة القطيف، ويُرجَّح أن الأصل جاء من الأتراك أو أن أهالي القطيف قد تبنوها من المجتمع العراقي. واستمر تعليق الفوانيس حتى دشنت الكهرباء في القطيف وذلك في بداية الستينات من القرن الماضي وكان أوجها في عام 1383هج الموافق 1963م وكانت الشركة المسؤولة هي شركة كهرباء مقاطعة الظهران والتي كان أصلها أرامكو.

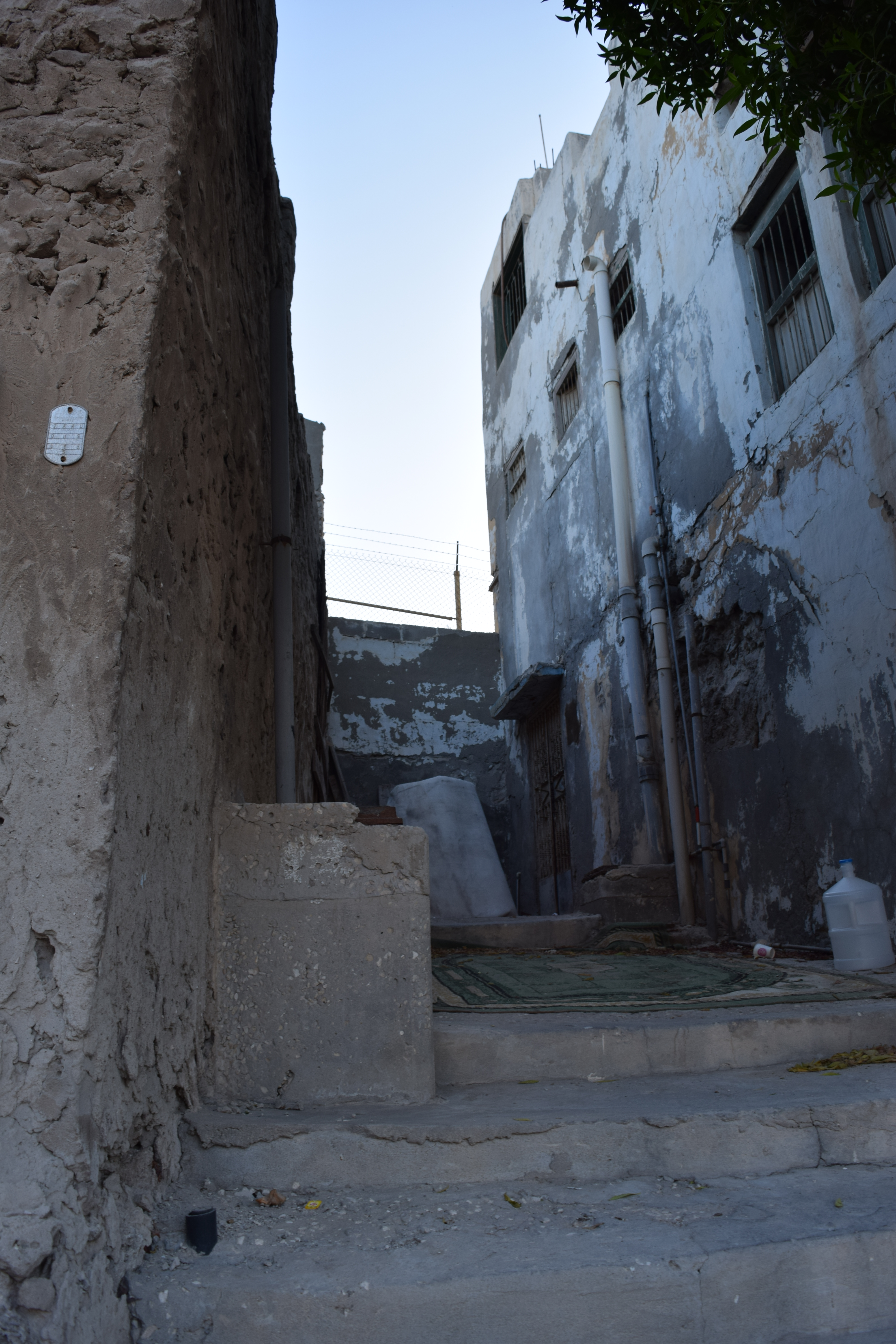
أحد زرانيق حي الديرة، بجزيرة تاروت. قرب قلعة تاروت.

أنشد شاعر الموال حسن الزين بيتين من الشعر حول الزرانيق:
قبل وين وهسة وين
قبل بالزنوق نلعب
نوبة طير ونوبة صيدة
وهسه راح اللعب كله
وهسة راح اللعب كله
صارت اللعبة حديثة

والكل يلعب جواله في ايده.

## زرانيق شهيرة

### زرانيق قلعة القطيف
كانت تبنى منازل أحياء القلعة داخل أسوارها من أحجار البحر والجص، كان طرازها قائم على فكرة تُعرف بـ«السافات» وهي رصف طبقة إسمنتية؛ ثُم أخرى حجرية، يُقسم بعدها الحائط إلى جدار مصمت وصلخ، ثُم يختم بما يعرف بالرباط. كانت تبلغ مساحة البيوت تقريباً حوالي 200 متر مربع، وكان أغلبها متراصّاً ومُتّصلاً مع البعض الآخر فاستُغِلَّت السوابيط أو الزرانيق الواسعة لبناء حجرة فوقها لأحد المنازل، وتُسمى هذه الحُجَر بالصابات التي امتازت بتنوعها وتشكيلها على شكل أقواس مزخرفة. كانت تُستَخدَم في المنازل جذوع النخيل لبناء أسقفها وخشب الجندل لأسقف المجالس الكبيرة والفاخرة إلى جانب بناء السقوف من الجذوع المسجنة، والباسجيل، والجريد وغيره... وكانت من بعدها تُغطى بالبارجيل والحصير ثُم يُسقّف عليها. وتنصرف من بعض بيوتها فضلات المياه إلى البحر مباشرة عبر جدول مسقوف ومُحكم البناء تحت الأرض يمتد من المنزل إلى البحر. وقد كان يعتمد سكان القلعة على الشمعة والفانوس في الإضاءة، ويزودونها بوقود مشتقات النخلة من سعف وكرب وتليل وليف. أزيلت الزرانيق جميعها زهُدمت في الثمانينيات مع هدم قلعة القطيف.

### زرانيق جزيرة تاروت
يضم حي الديرة عدة منازل بمجمل مساحة لا تتجاوز 120,000 متر مربع، يعود عمر بعضها إلى أكثر من 200 عام ويُمثل الطراز القديم للفن المعماري في منطقة القطيف والخليج، إذ إن المنازل المتقاربة والأزقة الضيقة ذات الجدران العريضة، وقد بُنيت للتكيف مع درجات الحرارة، بحيث تكون أقل حرارة صيفاً وأكثر دفئاً شتاءً. وكان قرب المنازل من بعضها بعضاً عاملاً في الحماية من الغزوات. حيث كانت القرية سابقاً مسوّرة ببوابتين تسمى دراويز، الأولى تسمى دروازة العين أو الحمام، ويليها سوق تاروت، والثانية دروازة الشرقية متوسطة بين بيت أمعيبد وبيت العسكري، وهذا السور غير منفصل عن البيوت، بل إن السور بأبراجه يشكل جزءاً من المنازل ذات الطابقين، وهو يغطي الطابق الأول منها، ويروى أيضاً أن للسور بوابة ثالثة يُطلق عليها اسم خادعة وهي بوابة صغيرة تسمح للمزارعين بالخروج إلى مزارعهم والعودة إلى القلعة
- زرانيق الديرة: بجزيرة تاروت.

منظر جوي لبلدة الديرة الأثرية في تاروت. وتظهر البلدة تُحيطها غابات النخيل وأمامها قلعة تاروت. ويُلاحظ فيها تقارب البيوت من بعضها بعضاً.

- زرنوق السعادة: ويقع في جزيرة تاروت، بحي الحوامي.[10][11]

## وصلات خارجية
- تقرير قناة واحة الأحياء لزرنوق السعادة «ممر السعادة» بتاروت على اليوتيوب.
- مقابلة مع العاملين على زرنوق السعادة بتاروت، على اليوتيوب.